# Meteor (marka samochodów)

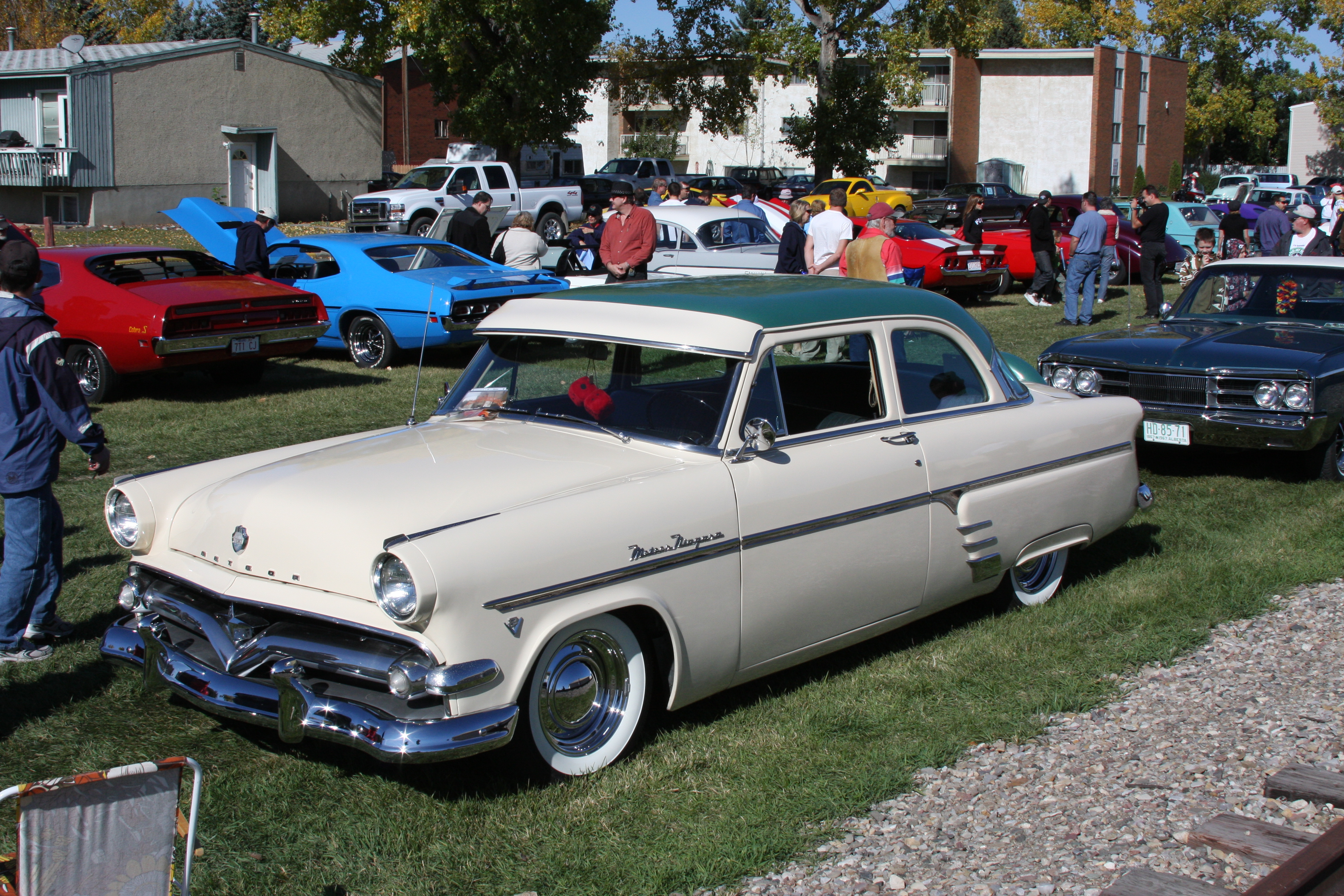
Meteor Niagara

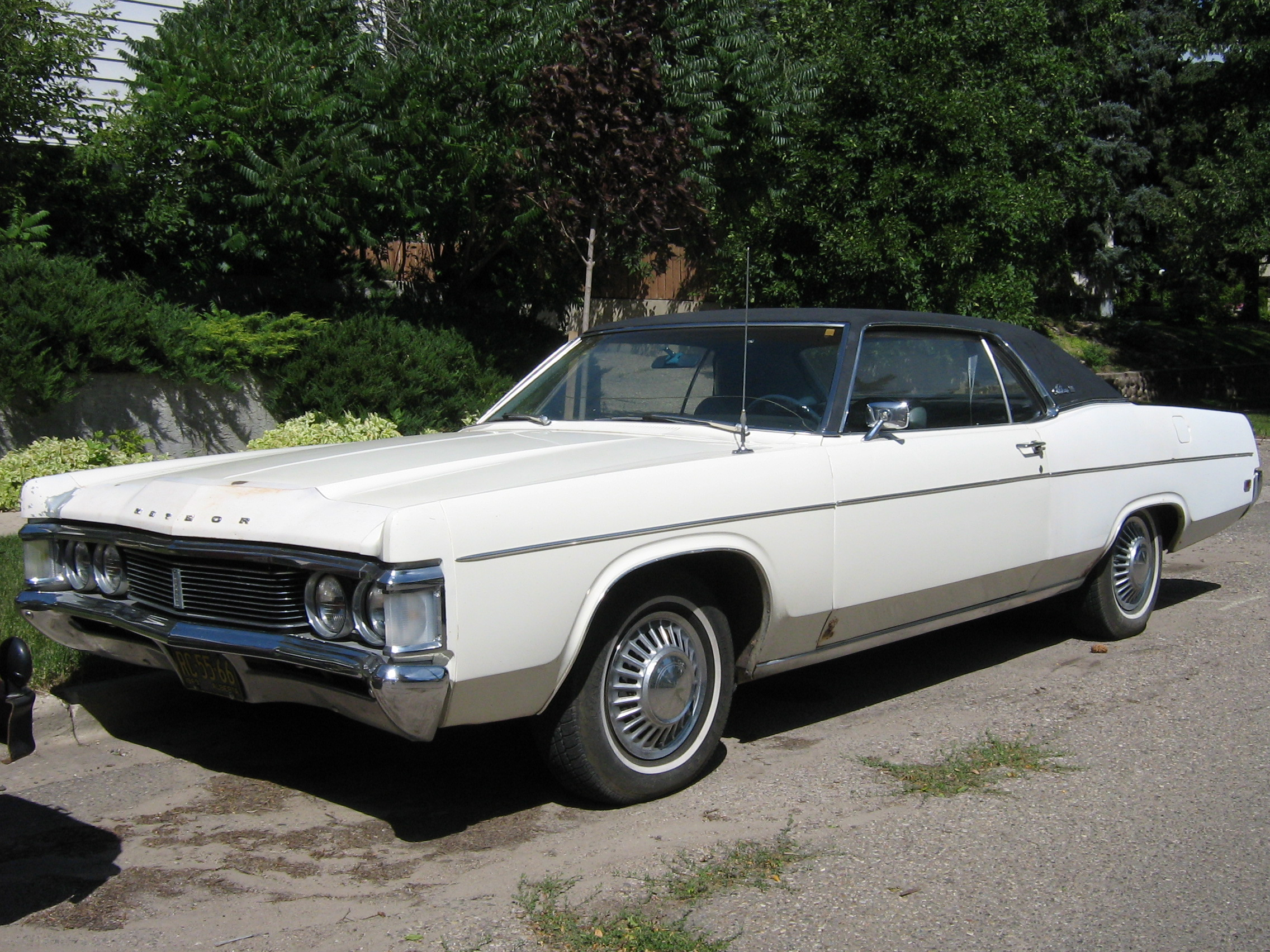
Meteor Rideau

Meteor – dawny kanadyjski producent samochodów osobowych z siedzibą w Oakville działający w latach 1948–1976. Marka należała do amerykańskiego koncernu Ford Motor Company.

## Historia
Pod koniec lat 40. XX wieku Ford podjął decyzję o utworzeniu nowej marki Meteor na potrzeby rynku kanadyjskiego, która miała stanowić odpowiedź na unikalną specyfikę tamtejszego rynku. Podobnie jak utworzona w podobnym okresie filia Monarch miała pełnić funkcję konkurencji dla Oldsmobile, tak Meteor miał stanowić odpowiedź na markę Pontiac.
Modele Meteora na przestrzeni lat były zmodyfikowanymi wizualnie wariantami modelu Forda oraz Mercury na potrzeby rynku kanadyjskiego, oferowane w salonach razem z modelami macierzystej marki jako uzupełnienie oferty w salonach sprzedaży. Modele Meteora charakteryzowały się głównie inną stylistyką atrapy chłodnicy i oznaczeniami producenta.
Modele Meteora obecne były na rynku kanadyjskim do 1976 roku, kiedy to Ford podjął decyzję o wycofaniu marki z rynku i zastąpieniu jej produktów tymi samymi pełnowymiarowymi modelami Forda, które przeznaczono do sprzedaży także w sąsiednich Stanach Zjednoczonych.

## Modele samochodów

### Historyczne
- DeLuxe (1949–1951)
- Custom (1949–1951)
- Mainline (1952–1953)
- Customline (1952–1953)
- Crestline (1952–1953)
- Niagara (1954–1959)
- Montego (1967–1968)
- LeMoyne (1968–1970)
- Montcalm (1958–1976)
- Rideau (1954–1976)